# Theridion exlineae
Theridion exlineae là một loài nhện trong họ Theridiidae.
Loài này thuộc chi Theridion. Theridion exlineae được Herbert Walter Levi miêu tả năm 1963.